# جاناتون رایلی
جاناتون رایلی (انگلیسی: Jonathon Riley؛ زادهٔ ۱۶ ژانویهٔ ۱۹۵۵) فرد نظامی اهل بریتانیا است. وی همچنین برندهٔ جوایزی همچون نشان حمام شده‌است.